# 정4품
정4품은 18품계 중 제7등급의 품계이다.

## 고려

### 관직
문종 관제에 의하면, 중서문하성(中書門下省)의 좌 · 우간의대부(左右諫議大夫), 상서육부(尙書六部)의 시랑, 한림원(翰林院) 및 제관전(諸館殿)의 학사(學士), 동궁관(東宮官)의 좌 · 우서자(左右庶子)와 좌 · 우유덕(左右諭德), 소부감(小府監) · 장작감(將作監) · 군기감(軍器監) · 태의감(太醫監)의 감(監), 그리고 무반직(武班職)으로 장군(將軍)이 정4품 관직이었다.

## 조선

### 관직
정4품에 해당하는 관직으로는 사인·장령·시강관·응교·사예·사업·봉례·서윤·제검·진선·필선·도선(導善)·수·전첨(典籤)·호군·수군우후 등이 있었다.